# Horitschon
Horitschon is een gemeente in de Oostenrijkse deelstaat Burgenland, gelegen in het district Oberpullendorf (OP). De gemeente heeft ongeveer 2000 inwoners.

## Geografie
Horitschon heeft een oppervlakte van 18,7 km². Het ligt in het uiterste oosten van het land.
Kadastrale gemeenten zijn Horitschon en Unterpetersdorf.
Deutschkreutz · Draßmarkt · Frankenau-Unterpullendorf · Großwarasdorf · Horitschon · Kaisersdorf · Kobersdorf · Lackenbach · Lackendorf · Lockenhaus · Lutzmannsburg · Mannersdorf an der Rabnitz · Markt Sankt Martin · Neckenmarkt · Neutal · Nikitsch · Oberloisdorf · Oberpullendorf · Pilgersdorf · Piringsdorf · Raiding · Ritzing · Steinberg-Dörfl · Stoob · Unterfrauenhaid · Unterrabnitz-Schwendgraben · Weingraben · Weppersdorf
- Gemeinsame Normdatei: 7747288-3
- Virtual International Authority File: 244807614
- WorldCat: E39PBJxCtwCQBmxW4YFwCbwQv3